# 1895 год в литературе

## Книги
- «Анна на шее» — рассказ А. П. Чехова.
- «Ариадна» — рассказ А. П. Чехова.
- «Белолобый» — рассказ А. П. Чехова.
- «Вторая книга джунглей» — сборник рассказов Редьярда Киплинга.
- «Вывод» — рассказ Максима Горького.
- «Каприз Олмейера» — дебютный роман Джозефа Конрада.
- «Машина времени» — научно-фантастический роман Герберта Уэллса.
- «Плавучий остров» — роман Жюля Верна.
- «Скорбь Сатаны» — мистический роман английской писательницы Марии Корелли.
- «Смерть богов. Юлиан Отступник» — роман Дмитрия Мережковского.
- «Старуха Изергиль» — рассказ Максима Горького.
- «Три года» — повесть А. П. Чехова.
- «Хлеб» — роман русского писателя Д. Н. Мамина-Сибиряка.
- «Челкаш» — рассказ Максима Горького.

## Родились
- 22 марта — Бела И́ллеш, венгерский писатель, журналист и драматург. Один из основоположников революционной литературы в Венгрии (умер в 1974).
- 17 апреля –  Йон Виня, румынский прозаик и поэт (умер в 1964).
- 19 апреля –  Мануэль Домингес Бенавидес, испанский писатель.
- 20 апреля —  Хосе Мансисидор, мексиканский писатель, драматург, публицист, эссеист (умер в 1956).
- 20 апреля – Гурбахш Сингх, пенджабский писатель и поэт
- 11 мая — Джидду Кришнамурти, индийский философ и писатель (умер в 1986).
- 1 (13) мая — Лариса Рейснер, советская писательница (умерла в 1926).
- 10 августа — Михаил Михайлович Зощенко, русский советский писатель (умер в 1958).
- 14 сентября — Эсекиель Мартинес Эстрада, аргентинский писатель, поэт (умер в 1964).
- 21 сентября (3 октября) — Сергей Александрович Есенин, русский советский поэт (умер в 1925).
- 6 октября — Вишванатха Сатьянараяна, индийский писатель, поэт и драматург (умер в 1976).
- 22 октября (3 ноября) — Багрицкий Эдуард Георгиевич, русский и советский поэт (умер в 1934).
- 4 декабря – Фритьоф Нильссон Пиратен, шведский писатель.
- 8 декабря — Броне Буйвидайте, литовская поэтесса (умерла в 1984).
- Джим Фелан, ирландский писатель (умер в 1966).

## Умерли
- 7 января — Леоне Фортис, итальянский писатель и журналист (род. в 1827).
- 21 февраля (5 марта) — Николай Семёнович Лесков, русский писатель (родился в 1831).
- 28 февраля — Милорад Попович Шапчанин, сербский поэт и прозаик (родился в 1841).
- 9 марта — Леопольд фон Захер-Мазох, австрийский писатель (родился в 1836).
- 25 апреля — Генрих фон Литров, австрийский прозаик (родился в 1820).
- 29 августа — Франсиско Наварро Вильослада, испанский писатель (родился в 1818).
- 21 октября — Луиза Энн Мередит, британско-австралийская писательница, поэтесса (род. в 1812).
- 8 декабря — Джордж Огастес Генри Сала, британский писатель (родился в 1828).
- 5 (17) декабря — Николай Павлович Жандр, русский морской офицер, писатель, поэт, драматург и переводчик (родился в 1818).
- 25 декабря — Рауль д’Авила Помпейя, бразильский писатель (род. в 1863).